# 레이철 스카르스텐
레이철 스카스턴(Rachel Skarsten, 1985년 4월 23일 ~ )은 캐나다의 배우이다.

## 출연 작품
- 그레이의 50가지 그림자 (2015)
- 로스트 걸 시즌5 (2014)
- 로스트 걸 시즌4 (2013)
- 서약 (2012)
- 어웨이크닝 (2011)
- 서비튜드 (2011)
- 잭 브룩스: 몬스터 슬레이어 (2007)
- 카테고리 7 - 토네이도 (2005)
- 피어 오브 더 다크 (2002)
- 버지니아스 런 (2002)
- 내야의 천사들 (2000)